# Patu
Patu é um município brasileiro no interior do estado do Rio Grande do Norte, Região Nordeste do país, distante 349 km a oeste da capital do estado, Natal. Ocupa uma área de 319,129 km², e sua estimativa populacional de 2024, segundo o Instituto Brasileiro de Geografia e Estatística (IBGE), era de 11 245 habitantes, sendo o 54º maior em população do Rio Grande do Norte.
Os primeiros habitantes de Patu foram os índios cariris. Em seguida, criadores de gado vindos de Apodi se estabeleceram no local, estimulando seu povoamento e, consequentemente, seu crescimento populacional. O povoado de Patu foi elevado à condição de distrito em 1852, pertencente ao município de Imperatriz (hoje Martins), e desmembrado deste em 25 de setembro de 1890, sendo hoje considerado um centro de zona do Brasil e uma cidade polo para os municípios vizinhos.

## História

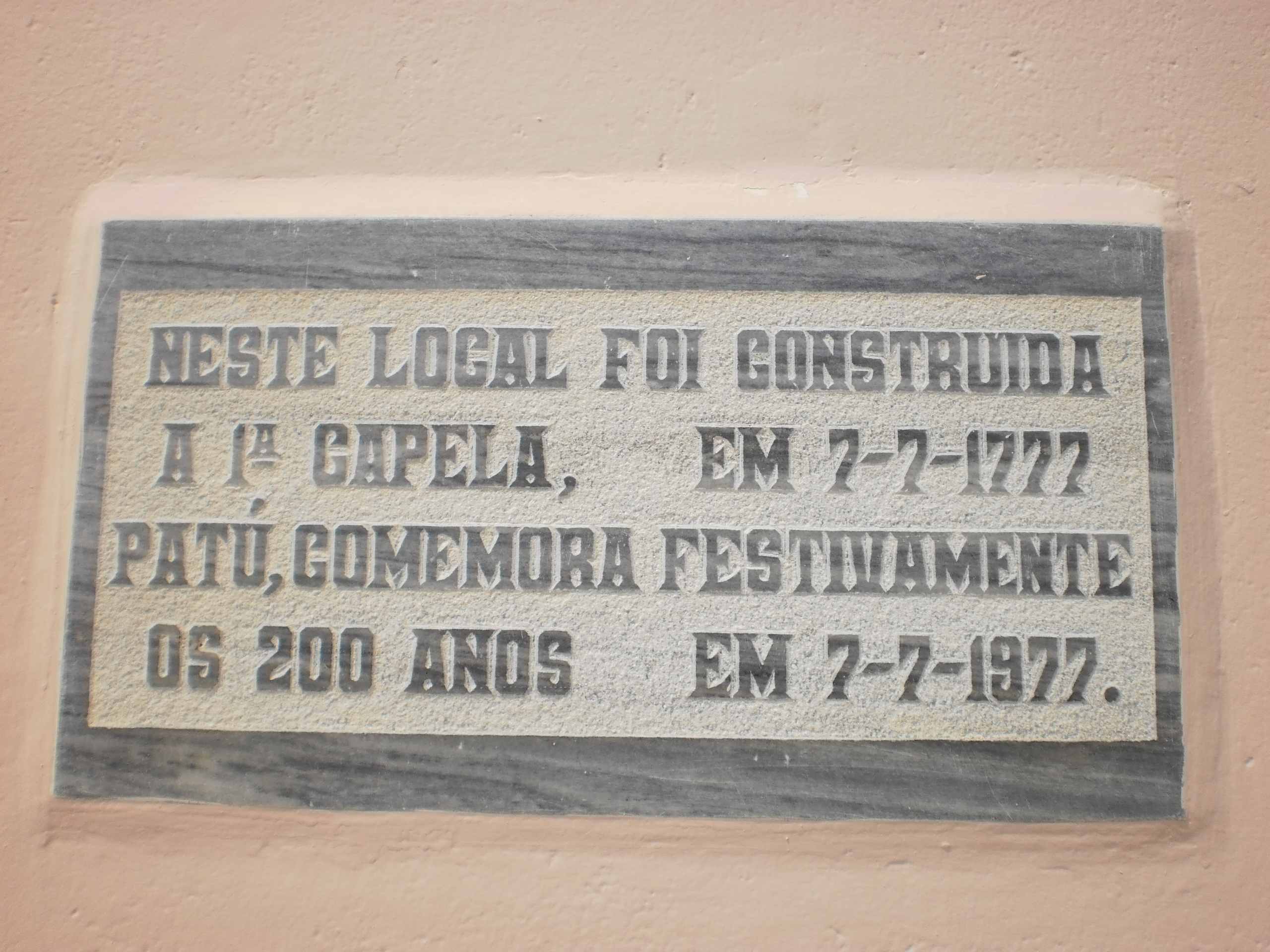
Placa comemorativa do bicentenário da capela de Nossa Senhora das Dores, fixada parede frontal externa da Igreja de Matriz de Nossa Senhora das Dores.

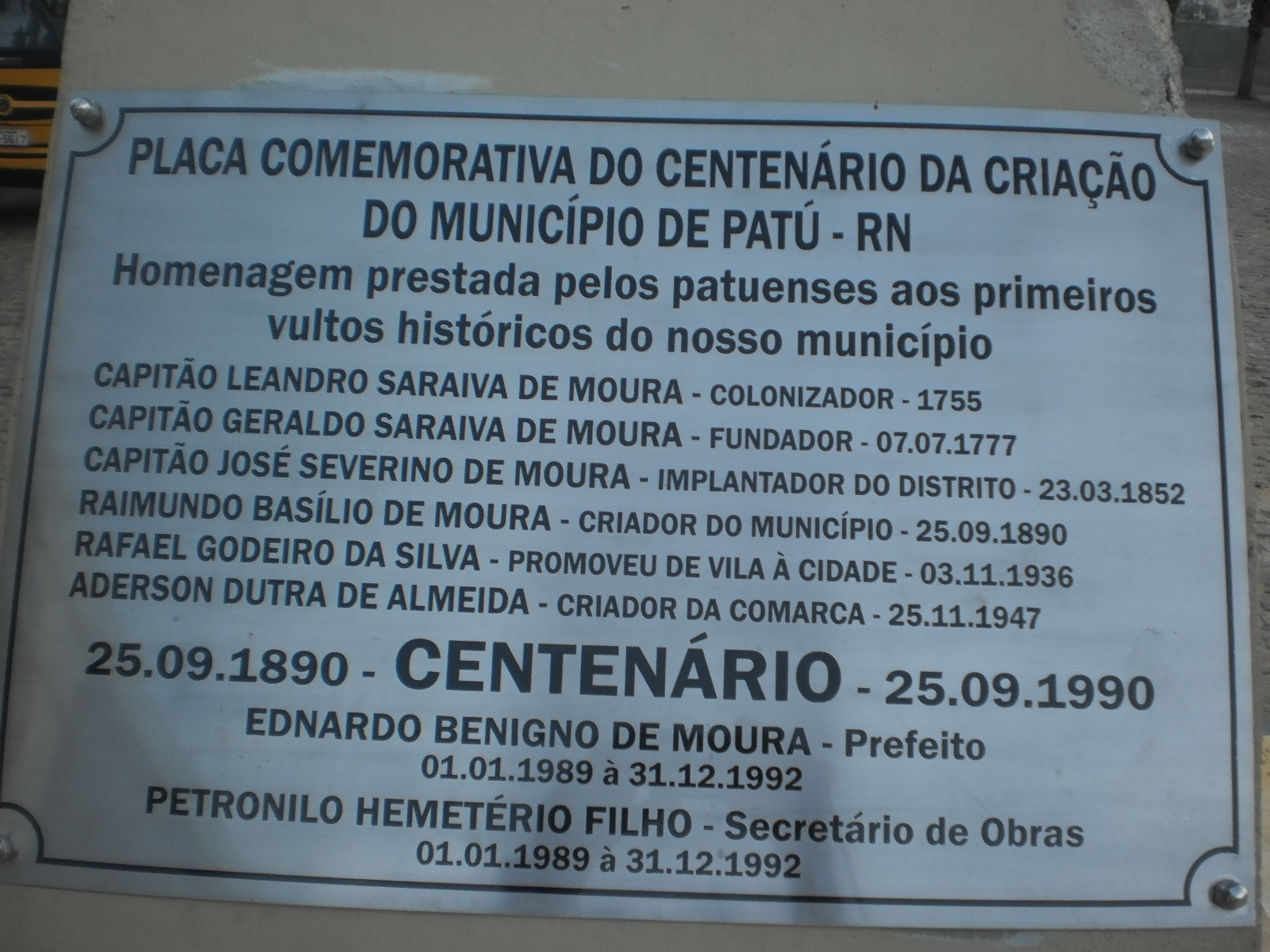
Placa comemorativa do centenário da criação do município de Patu, mostrando os nomes mais importantes da história do município.

Os primeiros habitantes de Patu foram os indígenas cariris. Em seguida, criadores de gado vindos de Apodi chegaram ao local, estimulando o seu consequente povoamento, entre eles o padre Francisco Pinto de Araújo, que, no ano 1718, fez a doação de uma sesmaria, localizada na Serra de Patu, e o capitão Leandro Saraiva de Moura, colonizador da região e proprietário da localidade do sítio Patu de Fora (1742) e do Sítio Boqueirão (1755). Também se destacaram o coronel Antônio de Lima Abreu Pereira, comandante do Regimento de Ordenanças da Ribeira do Apodi, que doou um terreno para a construção de uma capela no alto da Serra do Lima, em 1758, hoje conhecida como o Santuário Nossa Senhora dos Impossíveis, e Geraldo Saraiva de Moura, que fixou residência na Serra de Patu e foi nomeado administrador do patrimônio de Nossa Senhora das Dores, em 1777, após receber uma escritura de doação do capitão Inácio de Azevedo Falcão, que media quarenta por oitenta braças.
Com o passar dos anos, o povoado de "Patu de Dentro" cresceu e foi elevado à categoria de distrito, pela resolução provincial 260, de 3 de abril de 1852, aprovada pela Assembleia Provincial do Rio Grande do Norte e assinada pelo governador da província, José Joaquim da Cunha com o nome "Distrito de Paz de Patu", subordinado ao município de Imperatriz, hoje Martins. Entre as figuras mais importantes do povoado na época estavam o capitão José Severino de Moura, considerado "implantador do distrito", José Severino de Moura Júnior, filho do capitão, e seu sobrinho Raimundo Basílio de Moura, que construiu a primeira residência do povoado e o chefiou durou até o início do período republicano. Em 25 de setembro de 1890, o distrito foi emancipado e elevado à categoria de município, pela lei estadual 53, sancionada por Pedro de Albuquerque Maranhão, primeiro governador do Rio Grande do Norte, e instalado oficialmente em 2 de novembro de 1890. O nome do município, segundo o historiador natalense Luís da Câmara Cascudo, é originário da língua tupi e significa "chapada", "chapada sonora", "planalto", "terra alta" e "serra do estrondo". Posteriormente, foram criados os distritos de Almino Afonso, Messias Targino e Olho-d'Água do Borges e anexados ao município de Patu, todos extintos e elevados à categoria de municípios por leis estaduais. Desde então, o município é constituído apenas pelo distrito-sede. Nos dias de hoje, Patu é uma cidade polo e importante centro comercial de sua região.

## Geografia

Patu e municípios vizinhos (em verde, municípios da Paraíba)

De acordo com a divisão do Instituto Brasileiro de Geografia e Estatística vigente desde 2017, Patu pertence à região geográfica imediata de Pau dos Ferros, dentro da região geográfica intermediária de Mossoró. Até então, com a vigência das divisões em mesorregiões e microrregiões, o município fazia parte da microrregião de Umarizal, que por sua vez estava incluída na mesorregião do Oeste Potiguar. Patu está distante 321 km de Natal, capital estadual, e 1 937 km de Brasília, capital federal. Ocupa uma área territorial de 319,129 km² e se limita com os municípios de Caraúbas a norte; Belém do Brejo do Cruz e Catolé do Rocha, ambos na Paraíba, a sul; Messias Targino e Janduís a leste; Rafael Godeiro, Almino Afonso e Olho-d'Água do Borges a oeste.
O relevo do município, com altitudes predominando entre duzentos e quatrocentos metros, é formado pela Depressão Sertaneja, que compreende uma série de terrenos de transição entre o Planalto da Borborema e a Chapada do Apodi, e ainda marcado por várias serras. Patu está situado em área de abrangência de rochas metamórficas que formam o embasamento cristalino, formados há cerca de um bilhão de anos, durante o período Pré-Cambriano, com predominância de granitos e granodioritos.
O tipo de solo predominante é o podzolítico vermelho amarelo equivalente eutrófico, com alto nível de fertilidade, drenagem bastante acentuada, relevo suave e textura média, que pode ser ou não formada por cascalho. Há ainda o luvissolo ou solo bruno não cálcico, o regossolo e os solos litólicos. Esses solos são cobertos por uma formação vegetal de pequeno porte, a caatinga, típica do sertão nordestino, com espécies xerófilas que perdem suas folhas na estação seca, dentre elas o facheiro (Pilosocereus pachycladus), o faveleiro (Cnidoscolus quercifolius), a jurema-preta (Mimosa hostilis), o marmeleiro (Cydonia oblonga), o mufumbo (Combretum leprosum) e o xique-xique (Pilosocereus polygonus).

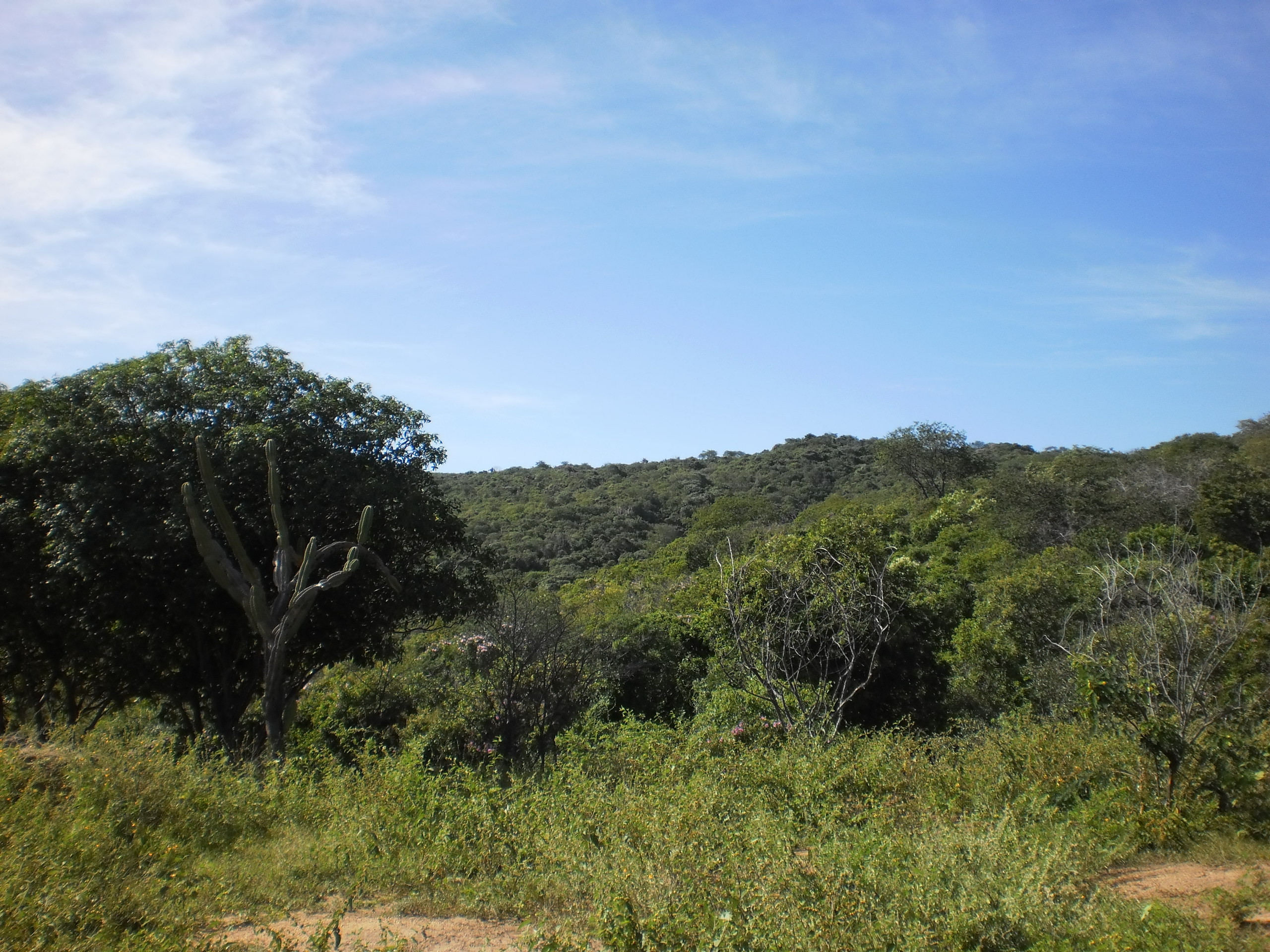
Vegetação da caatinga na Serra do Lima, durante o período chuvoso

Patu encontra-se totalmente na bacia hidrográfica do Rio Apodi-Mossoró. Os principais riachos do município são dos Borges, Croatá, Jatobá, Patu de Fora e Tourão. Os maiores reservatórios, com capacidade igual ou superior a 100 000 metros cúbicos (m³) são os açudes de Tourão (9 104 000 m³); Lagoa de Pedra, também chamado de Morada Nova (1 500 000 m³) e Paulista (100 000 m³). O município é servido pelo Sistema Adutor do Médio Oeste, mais especificamente pela Adutora Deputado Arnóbio Abreu, que capta água da Barragem Armando Ribeiro Gonçalves.
Levando-se em conta somente o índice pluviométrico, Patu apresenta características de clima tropical chuvoso com estação seca. Incluindo-se o risco de seca e o índice de aridez, Patu está incluído na área geográfica de abrangência do clima semiárido, definida pelo extinto Ministério da Integração Nacional em 2005. Segundo a Empresa de Pesquisa Agropecuária do Rio Grande do Norte (EMPARN), que possui dados pluviométricos de Patu desde 1911, o maior acumulado de chuva registrado na cidade em 24 horas chegou a 260 mm em 7 de maio de 1952, seguido por 220 mm em 17 de abril do mesmo ano. Desde novembro de 2019, quando entrou em operação uma estação meteorológica automática da EMPARN na cidade, a menor temperatura registrada foi de 19,1 °C em 12 de outubro de 2020 e a maior alcançou 38,4 °C em 13 de novembro de 2021.
| Dados climatológicos para Patu                                                                  | Dados climatológicos para Patu | Dados climatológicos para Patu | Dados climatológicos para Patu | Dados climatológicos para Patu | Dados climatológicos para Patu | Dados climatológicos para Patu | Dados climatológicos para Patu | Dados climatológicos para Patu | Dados climatológicos para Patu | Dados climatológicos para Patu | Dados climatológicos para Patu | Dados climatológicos para Patu | Dados climatológicos para Patu |
| Mês                                                                                             | Jan                            | Fev                            | Mar                            | Abr                            | Mai                            | Jun                            | Jul                            | Ago                            | Set                            | Out                            | Nov                            | Dez                            | Ano                            |
| ----------------------------------------------------------------------------------------------- | ------------------------------ | ------------------------------ | ------------------------------ | ------------------------------ | ------------------------------ | ------------------------------ | ------------------------------ | ------------------------------ | ------------------------------ | ------------------------------ | ------------------------------ | ------------------------------ | ------------------------------ |
| Temperatura máxima recorde (°C)                                                                 | 37,7                           | 37,9                           | 36,4                           | 33,9                           | 32,2                           | 33,5                           | 35,6                           | 35,6                           | 36,7                           | 38,2                           | 38,4                           | 37,8                           | 38,4                           |
| Temperatura mínima recorde (°C)                                                                 | 21                             | 19,7                           | 20,6                           | 21                             | 21,5                           | 20,9                           | 20,5                           | 19,6                           | 20,1                           | 19,1                           | 22,1                           | 20,4                           | 19,1                           |
| Precipitação (mm)                                                                               | 80,3                           | 129,4                          | 226                            | 202,8                          | 111,5                          | 43                             | 23,7                           | 7,6                            | 4,6                            | 5,5                            | 7,6                            | 24,6                           | 866,6                          |
| Fonte: EMPARN (recordes de temperatura: 13/11/2019-presente; médias de precipitação: 1911-2020) |                                |                                |                                |                                |                                |                                |                                |                                |                                |                                |                                |                                |                                |

## Demografia
A população de Patu no censo brasileiro de 2010 era de 11 964 habitantes, sendo o 48º município mais populoso do Rio Grande do Norte e apresentando uma densidade populacional de 37,49 km². Desse total, 10 159 habitantes viviam na zona urbana (84,91%) e 1 805 na zona rural (15,09%). Ao mesmo tempo, 5 886 pessoas eram do sexo masculino (49,2%) e 6 078 do sexo feminino (50,8%), tendo uma razão de sexo de 96,84. Quanto à faixa etária, 2 976 pessoas tinham menos de 15 anos (24,87%), 7 843 entre 15 e 64 anos (65,55%) e 1 145 possuíam 65 anos ou mais (9,57%). Ainda segundo o mesmo censo, a população étnica era formada por 5 931 brancos (49,57%), 4 929 pardos (41,2%), 1 004 pretos (8,39%) e 101 amarelos (0,84%).
Considerando-se a nacionalidade, todos os 11 964 habitantes eram brasileiros natos (100%). Em relação à região de nascimento, 11 804 eram nascidos na Região Nordeste (98,67%), 67 no Sudeste (0,56%), 22 no Centro-Oeste (0,17%), 21 no Norte (0,18%) e 16 no Sul (0,13%), além de outros 33 sem especificação (0,28%). 10 692 habitantes eram naturais do Rio Grande do Norte (89,37%) e, desse total, 8 974 eram nascidos em Patu (75,01%). Entre os 1 272 naturais de outras unidades da federação (10,63%), a Paraíba era o estado com maior presença, com 924 habitantes residentes (7,72%), seguido pelo Ceará, com 156 habitantes (1,31%), e por São Paulo, com 63 residentes (0,52%). Ainda em 2010 nove pessoas emigraram de Patu para outros países, sendo três para a Europa (33,3%), dois para a Ásia (22,22%), dois para a América do Norte (22,22%), dois para outros países da América do Sul (22,22%). Entre os países de destino estavam a Alemanha, Argentina, Canadá, Estados Unidos Itália, Japão e República Popular da China. Para 2014, a estimativa populacional é de 12 635 habitantes.
O Índice de Desenvolvimento Humano do município é considerado médio, de acordo com dados do Programa das Nações Unidas para o Desenvolvimento. Segundo dados do relatório de 2010, divulgados em 2013, seu valor era de 0,618, sendo o 60º maior do Rio Grande do Norte e o 3 735 º do Brasil. Considerando-se apenas o índice de longevidade, seu valor é de 0,768, o valor do índice de renda é de 0,599 e o de educação é de 0,518. Em 2003, o índice de pobreza era de 58,39% (o índice subjetivo era de 61,05%). De 2000 a 2010, a proporção de pessoas com renda domiciliar per capita de até 140 reais reduziu em 35,2%. Em 2010, 66,6% da população vivia acima da linha de pobreza, 17,9% encontrava-se entre as linhas de indigência e de pobreza e 15,4% estava abaixo da linha de pobreza. No mesmo ano, os 20% mais ricos eram responsáveis por 55,07% do rendimento total municipal, valor quase dezenove vezes superior à dos 20% mais pobres, que era de 2,96%.

### Religião

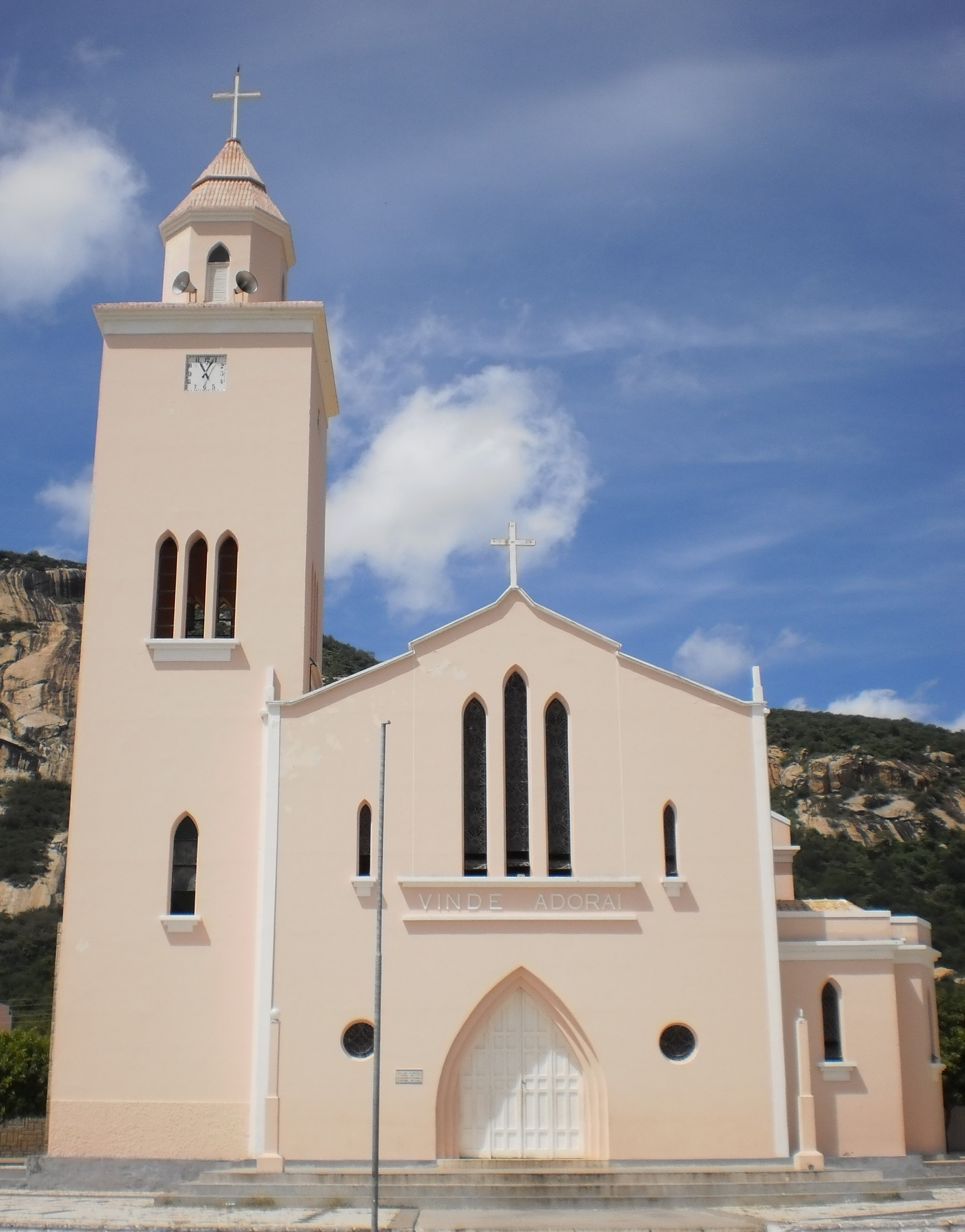
Igreja Matriz de Nossa Senhora das Dores, sede da paróquia de Patu.

Conforme a divisão oficial da Igreja Católica no Brasil, o município está inserido na Diocese de Mossoró, Zonal Médio Oeste. A Paróquia de Patu tem como padroeira Nossa Senhora das Dores e foi criada como freguesia em 1852, sendo elevada à categoria de paróquia em 1936 e abrangendo os municípios de Patu e Messias Targino, possuindo seis comunidades, quatro em zona urbana e duas em zona rural. Também se destaca o Santuário Nossa Senhora dos Impossíveis, localizado na Serra do Lima, eleito pelo voto popular como uma das sete maravilhas do Rio Grande do Norte, sendo também um dos locais de maior religiosidade do Nordeste brasileiro. No censo de 2010, da população total de Patu, o catolicismo romano era a preferência religiosa da maioria da população, com 10 350 adeptos, ou 86,51 % dos habitantes.
Patu também possui os credos protestantes ou reformados. Em 2010, 1 051 habitantes se declararam evangélicos (8,79%), sendo que 698 pertenciam às evangélicas de missão (5,84%), 184 a evangélicas não determinadas (1,54%) e 169 às evangélicas de origem pentecostal. Dentre as evangélicas de origem pentecostal, existiam 486 pertencentes à Assembleia de Deus (4,07%), 86 à Igreja Universal do Reino de Deus (0,72%) e 29 à Igreja Deus é Amor (0,24%), além de mais 97 pessoas distribuídas em outras evangélicas pentecostais (0,81%). Dentre as de missão, existiam 72 seguidores da Igreja Batista (0,6%), 68 da Adventista do Sétimo Dia (0,57%) e 29 da Presbiteriana (0,24%).
Além do catolicismo romano e do protestantismo, também existiam 451 sem religião (3,77%), 54 mórmons (0,45%) e 23 espíritas (0,19%). Outros 36 não souberam (0,3%).

## Política
O poder executivo do município de Patu é representado pelo prefeito, auxiliado pelo seu gabinete de secretários e eleito pelo voto popular para um mandato de quatro anos. O atual chefe do executivo municipal é Rivelino Camara, do Partido do Movimento Democrático Brasileiro (PMDB), eleito nas eleições municipais de 2016 com 51,41% dos votos válidos e empossado em 1° de janeiro de 2017, tendo como vice Gilberto Benigno de Moura (PRP). O poder legislativo, por sua vez, é exercido pela Câmara Municipal, formada por nove vereadores.
Em complementação ao processo legislativo e ao trabalho das secretarias, existem também alguns conselhos municipais em atividade, entre os quais direitos da criança e do adolescente, direitos do idoso, educação, habitação, meio ambiente, saúde, e segurança alimentar e nutricional. Patu se rege pela sua lei orgânica, promulgada em 3 de abril de 1990 e é sede de uma comarca do poder judiciário estadual, de segunda entrância, tendo como único termo o município de Messias Targino. De acordo com o Tribunal Superior Eleitoral (TSE), Patu possuía, em novembro de 2016, 9 528 eleitores, 0,397% do eleitorado potiguar, e pertence à 37ª zona eleitoral do Rio Grande do Norte.

## Economia

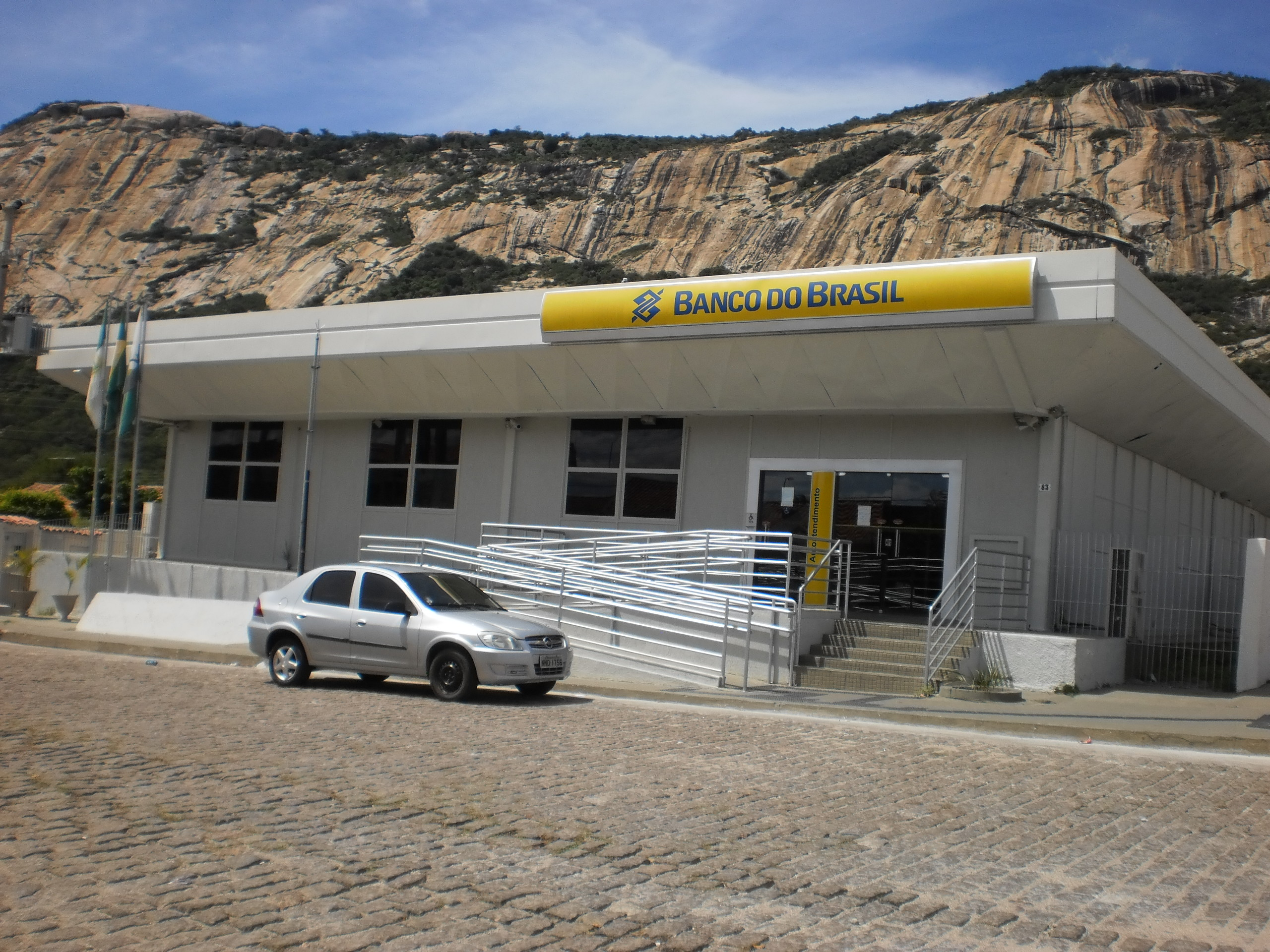
Agência do Banco do Brasil de Patu.

Conforme dados de 2011, o Produto Interno Bruto (PIB) era de R$ 66 729 mil, sendo R$ 3 513 mil do setor primário, R$ 5 022 mil do setor secundário, R$ 53 998 do setor terciário e 4 197 mil de impostos sobre produtos líquidos de subsídios a preços correntes e o PIB per capita era de R$ 5 549,19. 48,74% da população maior de dezoito anos era economicamente ativa, enquanto que a taxa de desocupação era de 8,85% (2010).
Na agricultura, Patu produziu, na lavoura permanente de 2012, banana (91 t), manga (25 t) e castanha de caju (1 t). Já na lavoura temporária do mesmo ano foram produzidos batata doce (48 t), feijão (40 t, em grãos), milho (35 t, em grãos) girassol (1 t, em grãos), fumo (1 t, em folha) e algodão herbáceo (1 t, em caroço). Na pecuária, Patu possuía 9 698 ovinos, 8 271 bovinos, 7 465 galinhas, 7 465 galináceos (galos, frangas, frangos e pintos), 5 389 caprinos, 777 suínos, 681 asininos, 315 equinos, 215 muares. Também foram produzidos 510 mil litros de leite de 1 021 vacas ordenhadas, 38 mil dúzias de ovos de galinha, 123 quilos de mel de abelha, sete toneladas de carvão vegetal. Na extração vegetal, foram extraídos 10 964 metros cúbicos de lenha e sete toneladas de carvão vegetal.
Na indústria, Patu possuía, em 2010, 11,47% do pessoal ocupado acima de dezoito anos trabalhando no setor industrial, sendo 7,25% na construção civil, 3,84% na indústria de transformação, 0,26% na indústria extrativa e 0,12% nos serviços de utilidade pública. No setor terciário, 46,02% trabalhavam na prestação de serviços e 15,31% no setor comercial. Salários, juntamente com outras remunerações, somavam 7 854 mil reais e o salário médio mensal de todo município era de 1,8 salários mínimos. Havia 183 unidades locais, sendo 177 atuantes.

## Infraestrutura

### Saúde

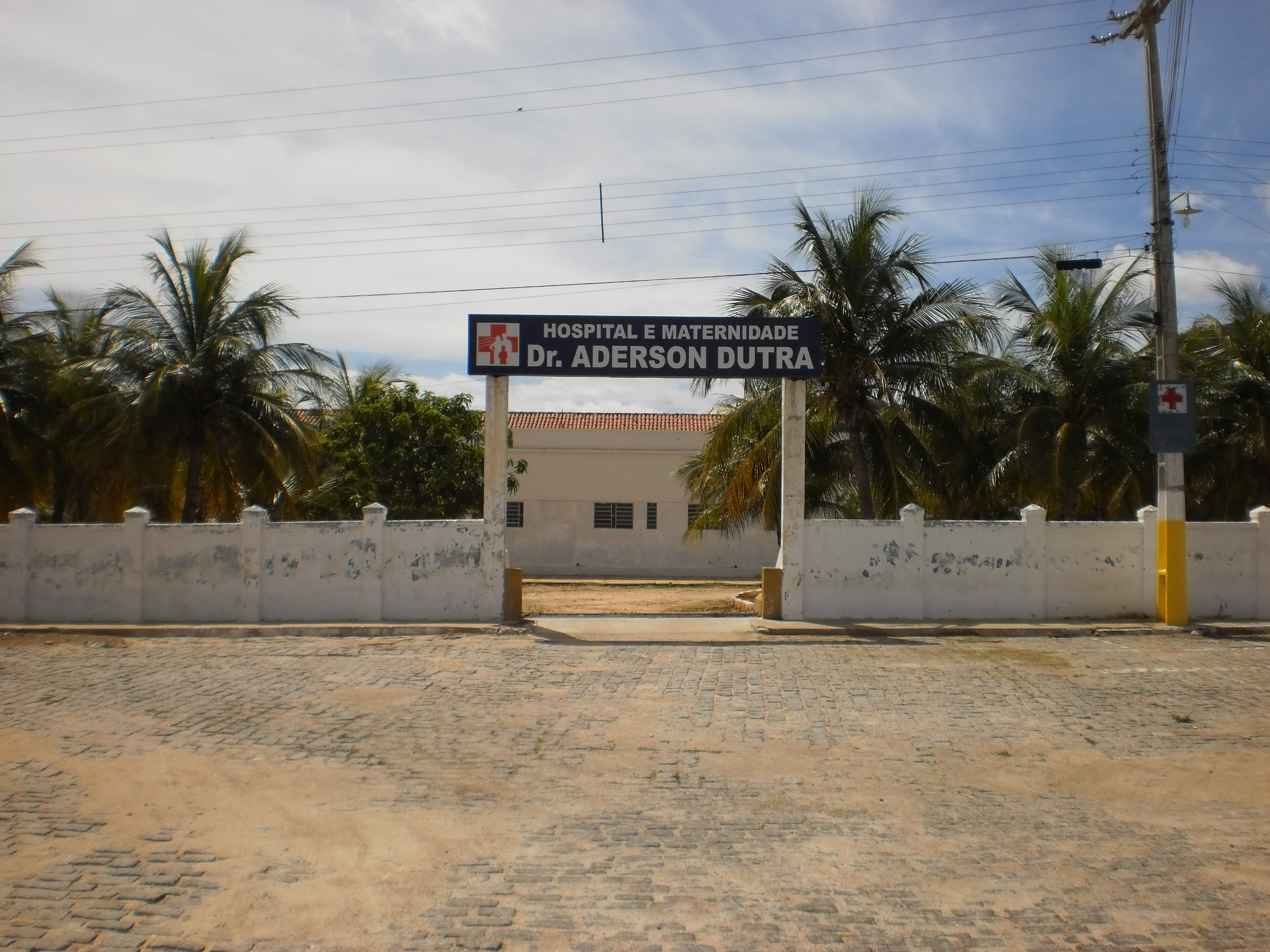
Hospital e Maternidade Dr. Aderson Dutra.

Segundo dados de 2009, Patu possuía seis estabelecimentos de saúde, sendo cinco públicos e um privado e todos prestando atendimento ao Sistema Único de Saúde (SUS). Existiam 61 leitos para internação, sendo 35 particulares e 26 públicos. O município pertence à VI Unidade Regional de Saúde Pública do Rio Grande do Norte (URSAP), sediada em Pau dos Ferros, e possui o Hospital Municipal Henderson Josino Bandeira Moura, localizado no Bairro Nova Brasília, contando com serviços de atendimento ambulatorial, urgência e emergência, leitos nas especialidades de cirurgia, clínica, obstetrícia e pediatras e serviços especializados. Há também o Hospital e Maternidade Dr. Aderson Dutra.
Em 2010, existiam 22 médicos, 21 auxiliares de enfermagem, seis enfermeiros, seis cirurgiões dentistas, três farmacêuticos, um técnico de enfermagem, um nutricionista e um fisioterapeuta, totalizando 61 profissionais de saúde. No mesmo ano, a expectativa de vida ao nascer era de 71,1 anos, a taxa de mortalidade infantil era de 23,6 por mil nascimentos e a taxa de fecundidade era de 2,3 filhos por mulher. Em 2012, 96,0% das crianças menores de um ano de idade estavam com a carteira de vacinação em dia e 2 990 crianças menores de dois anos foram pesadas pelo Programa Saúde da Família (PSF), sendo que 0,7% do total estavam desnutridas. Segundo dados do Ministério da Saúde, 22 casos de AIDS foram registrados em Patu entre 1987 e 2012 e, entre 2001 e 2011, foram notificados 332 casos de doenças transmitidas por mosquitos, sendo 326 de dengue e seis de leishmaniose.

### Educação

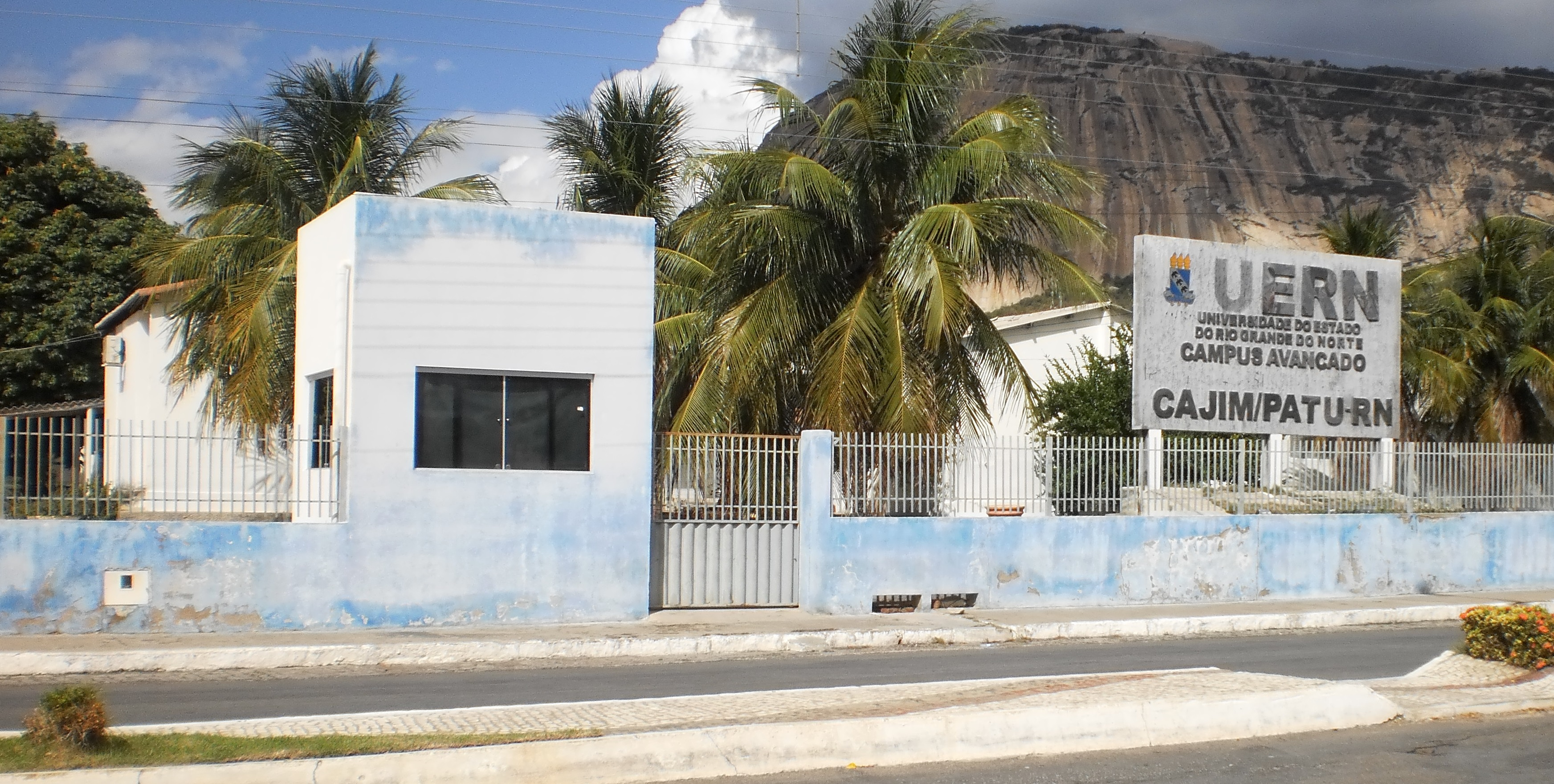
Entrada do Câmpus Avançado da Universidade do Estado do Rio Grande do Norte Professor João Ismar de Moura (UERN/CAJIM).

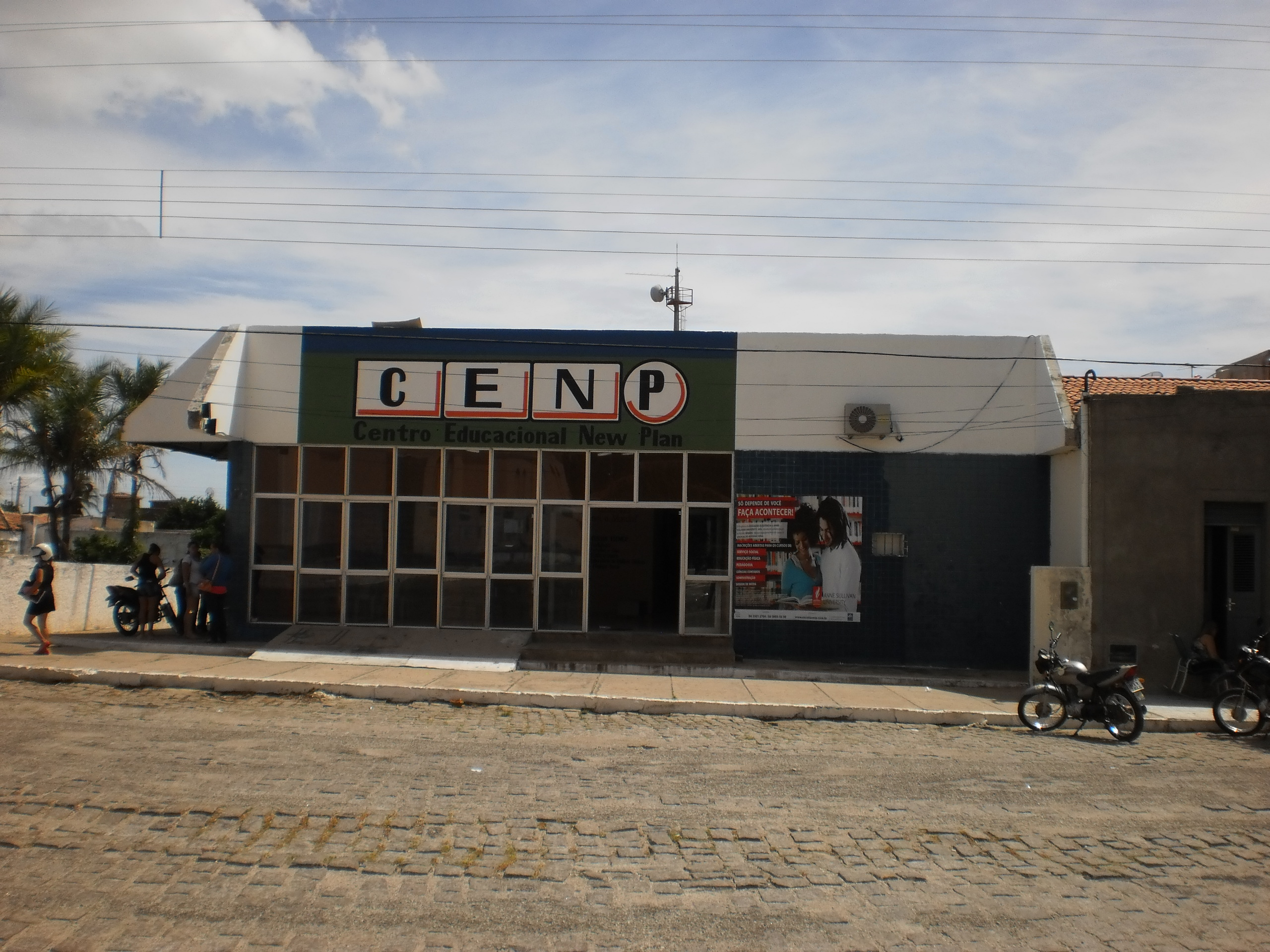
Centro Educacional New Plan.

O fator "educação" do IDH no município atingiu em 2010 a marca de 0,513, ao passo que a taxa de alfabetização da população acima dos dez anos indicada pelo último censo demográfico do mesmo ano foi de 73,9% (68,7% para os homens e 78,9% para as mulheres). No mesmo ano, Patu possuía uma expectativa de anos de estudo de 9,65 anos, valor acima da média estadual (9,54 anos). A taxa de conclusão dos ensinos fundamental (15 a 17 anos) e médio (18 a 24 anos) era de 45,5% e 30,6%, respectivamente, e o percentual de alfabetização de adolescentes e adultos com idade entre 15 e 24 anos era de 92,3%. Em 2014, a distorção idade-série entre alunos do ensino fundamental, ou seja, com com idade superior à recomendada, era de 23% para os anos iniciais e 42,3% nos anos finais, enquanto no ensino médio essa defasagem era de 49,9%.
No censo de 2010, da população total, 3 551 frequentavam creches ou escolas, sendo 3 085 na rede pública de ensino (86,87%) e 466 na rede particular (13,13%). Desse total, 2 038 cursavam o regular do ensino fundamental (57,4%), 510 o regular do ensino médio (14,37%), 377 o ensino pré-escolar (10,63%), 258 faziam cursos superiores de graduação (7,27%), 126 estavam na creches (3,55%), 91 na classe de alfabetização (2,56%), 86 na educação de jovens e adultos do ensino fundamental (2,43%), quarenta na educação de jovens e adultos do ensino médio (1,13%), dezenove na alfabetização de jovens e adultos (0,53%) e cinco em especialização de nível superior (0,14%). Levando-se em conta o nível de instrução da população com idade superior a dez anos, 6 668 não possuíam instrução e fundamental incompleto (66,28%), 1 685 tinham ensino médio completo e superior incompleto (16,75%), 1 278 com fundamental completo e médio incompleto (12,7%) e 430 com superior completo (4,27%).
Em 2012 Patu possuía uma rede de dezoito escolas de ensino fundamental (com 114 docentes), quinze do pré-escolar (25 docentes) e duas de ensino médio (2 docentes). No ensino superior, o município possui o Câmpus Avançado Professor João Ismar de Moura" (CAJIM), da Universidade do Estado do Rio Grande do Norte (UERN), instituído pelo decreto estadual 176 de dia 4 de setembro de 1980, entrando em funcionamento em 11 de março de 1981, além do Centro Educacional New Plan.

### Habitação e serviços
Patu possuía, em 2010, 3 642 domicílios, sendo 3 114 na zona urbana (85,5%) e 528 na zona rural (14,5%). Desse total, 3 630 eram casas (99,67%) e doze restantes eram apartamentos (0,33%). Em relação à condição de ocupação, 2 630 eram próprios (72,21%), sendo 2 624 quitados (72,05%) e seis em processo de aquisição (0,16%); 667 alugados (18,31%); 325 cedidos (8,93%), sendo oitenta por empregador (2,2%) e 245 de outras maneiras (6,73%); e vinte ocupados sob outras condições (0,55%).
O serviço de abastecimento de água de Patu é feito pela Companhia de Águas e Esgotos do Rio Grande do Norte (CAERN). Em 2010, 2 171 domicílios eram abastecidos pela rede geral (59,61%); 126 através de poços (3,46%), sendo 113 dentro da propriedade (3,1%) e treze fora da propriedade (0,36%); 787 por carro-pipa (21,61%); 290 a partir da água da chuva (7,97%), sendo que 269 armazenavam na cisterna (7,39%) e 21 de outras maneiras (0,58%); 63 através de rios, lagos, açudes ou igarapés (1,73%) e 205 de outras formas (5,63%). O fornecimento de energia elétrica é realizado a Companhia Energética do Rio Grande do Norte (COSERN). No ano de 2007 existiam 3 864 consumidores e foram consumidos 5 812 mWh de energia.  A voltagem da rede é de 220 volts. Dos 3 642 domicílios, 3 583 possuíam energia elétrica, sendo 3 539 da companhia distribuidora e 44 de outras fontes. O lixo era coletado em 3 071 domicílios (84,32%), dentre os quais 2 781 a partir do serviço de limpeza (76,36%) e 290 por caçambas (7,96%).

### Segurança pública, comunicações e transporte

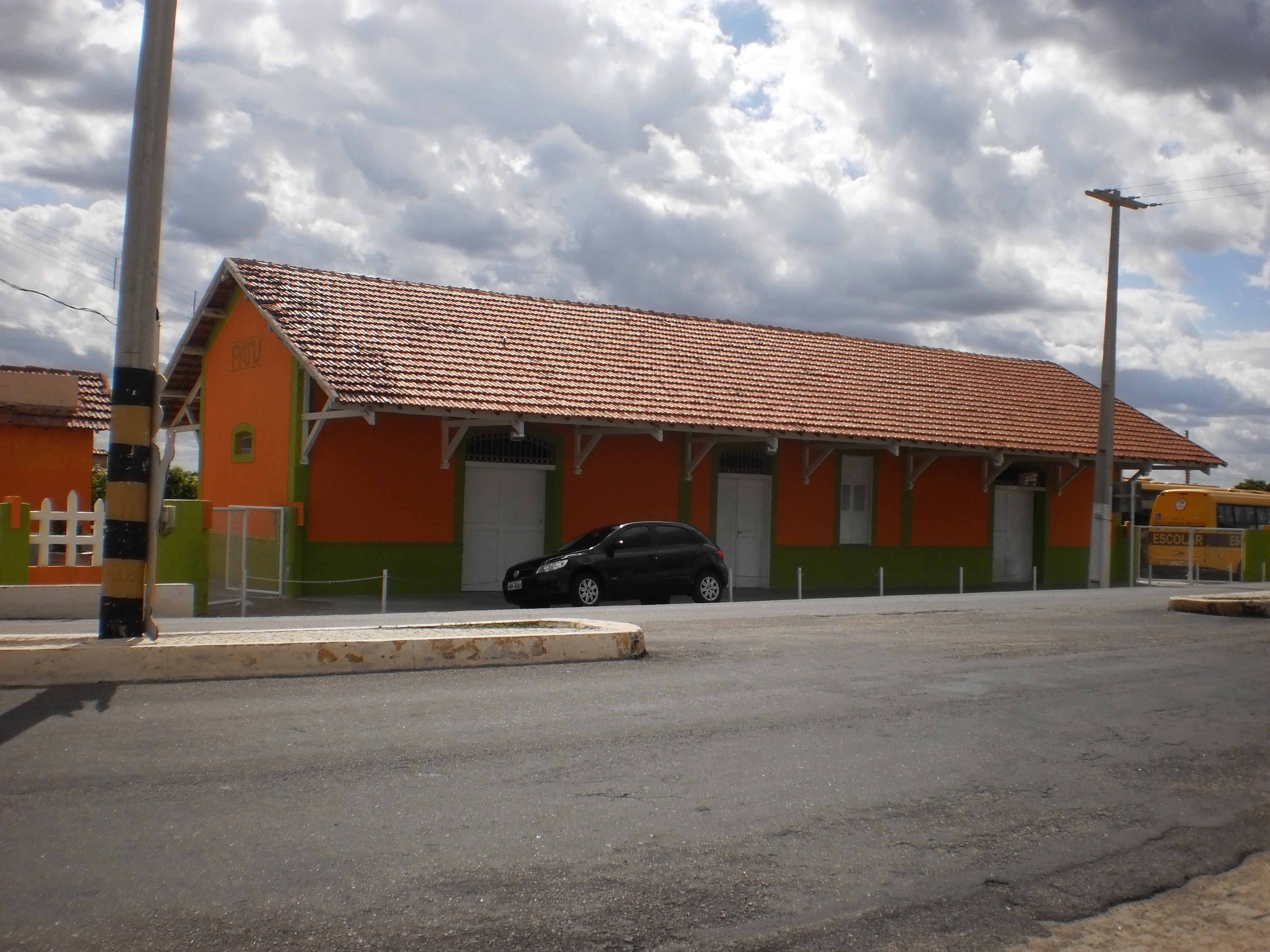
Antiga estação ferroviária de Patu, hoje Casa de Cultura Popular.

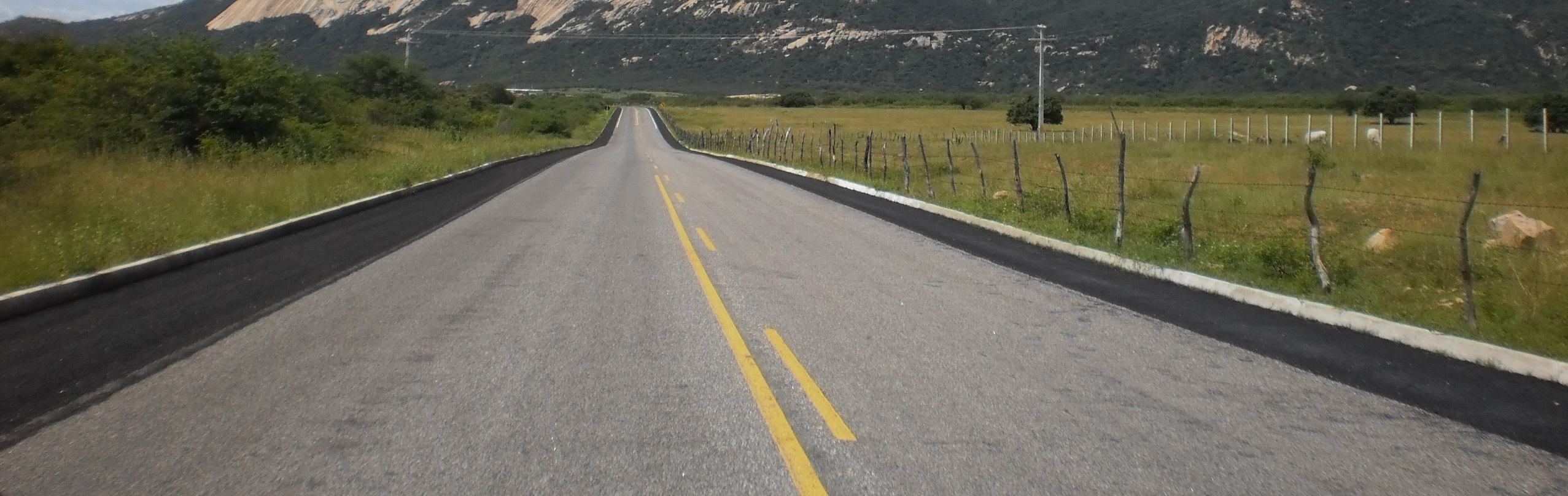
Vista da BR-226 próximo da zona urbana de Patu.

De acordo com o mapa da violência divulgado pelo Instituto Sangari, em 2011, a taxa de homicídios em Patu era de 14,3 para cada cem mil habitantes, ficando na 24ª posição a nível estadual e na 1294ª colocação a nível nacional. O índice de óbitos por acidente de trânsito foi de 2,9, ficando na 2761ª colocação no país e na 61ª posição no estado. Ainda segundo o mapa, no período 2006-2008 foram registrados cinco homicídios e um acidente de trânsito. O município é sede da 7ª Delegacia Regional de Polícia do Rio Grande do Norte (7ª DRP), que compreende outros treze municípios do estado.
O código de discagem direta a distância (DDD) do município é 084 e o Código de Endereçamento Postal é 59770-000. No dia 10 de novembro de 2008 o município passou a ser servido pela portabilidade, juntamente com outras cidades de DDDs 33 e 38, em Minas Gerais; 44, no Paraná; 49, em Santa Catarina; além de outros municípios com código 84, no Rio Grande do Norte. Em 2010, 2 918 domicílios possuíam algum tipo de telefone (80,21%), dos quais 2 592 tinham somente celular (71,33%), 261 tanto telefone fixo quanto celular (7,17%) e 62 apenas telefone fixo (1,71%). Existem algumas emissoras de rádio sediadas no município, entre elas a Web Rádio Santuário e a Educadora Patuense.
A frota municipal no ano de 2012 era de 3 330 veículos, sendo 1 774 motocicletas, 890 automóveis, 269 motonetas, 230 caminhonetes, 74 caminhões, 34 camionetas, vinte micro-ônibus, nove utilitários e três ônibus. Outros tipos de veículos incluíam 27 unidades. O município é cortado pelas rodovias estaduais RN-078 e RN-501, que fazem a ligação de Patu com o estado da Paraíba, e pela rodovia transversal BR-226, que faz a ligação entre Natal, capital estadual, e Wanderlândia, no Tocantins; e possui uma estação ferroviária da estrada de ferro Mossoró-Sousa, inaugurada em 1936 e com trens em circulação até 1991, hoje transformado em Casa de Cultura Popular.

## Cultura

### Atrações turísticas
A principal atração turística de Patu é a Serra do Lima, que possui 699 metros de altitude e aproximadamente oito quilômetros de comprimento, possuindo uma rica diversidade de fauna e flora. Nela está localizado um dos mais importantes complexos religiosos do Nordeste, o Santuário Nossa Senhora dos Impossíveis, conhecido como Santuário do Lima, que está localizado a seis quilômetros da zona urbana, é administrado pelos Missionários da Sagrada Família desde 1920 e foi construído em um terreno doado pelo casal Antônio Ferreira de Lima e Paula Moreira Brito Pesso, no século XVIII (1758), tomando seu formato atual em 1969, após uma grande reforma que durou aproximadamente dois anos. O santuário é bastante conhecido no Rio Grande do Norte, atraindo turistas vindos de diversos lugares e tendo sido eleito pelo voto popular uma das sete maravilhas do estado, detendo também o título honorífico de 13º Basílica do Brasil.
Também se situa na Serra do Lima o Cruzeiro de São Sebastião, inaugurado no dia 20 de janeiro de 1938, data comemorada pela Igreja Católica como o dia de São Sebastião, e a Barragem do Lima, que está localizada próximo ao Santuário, no topo da serra, possui quarenta metros de extensão e, quando cheia, sua profundidade chega a 1,3 metros. Outros importantes atrativos turísticos de Patu são a Gruta de Jesuíno Brilhante, com esse nome em homenagem ao cangaceiro de mesmo nome, que habitou o local durante oito anos, procurando fugir das perseguições, e o Sítio Arqueológico do Jatobá, situado na Comunidade Quilombolas dos Negros do Jatobá, dispondo de um acervo de pinturas rupestres com idade aproximada de doze mil anos.

### Artesanato, principais eventos e esporte

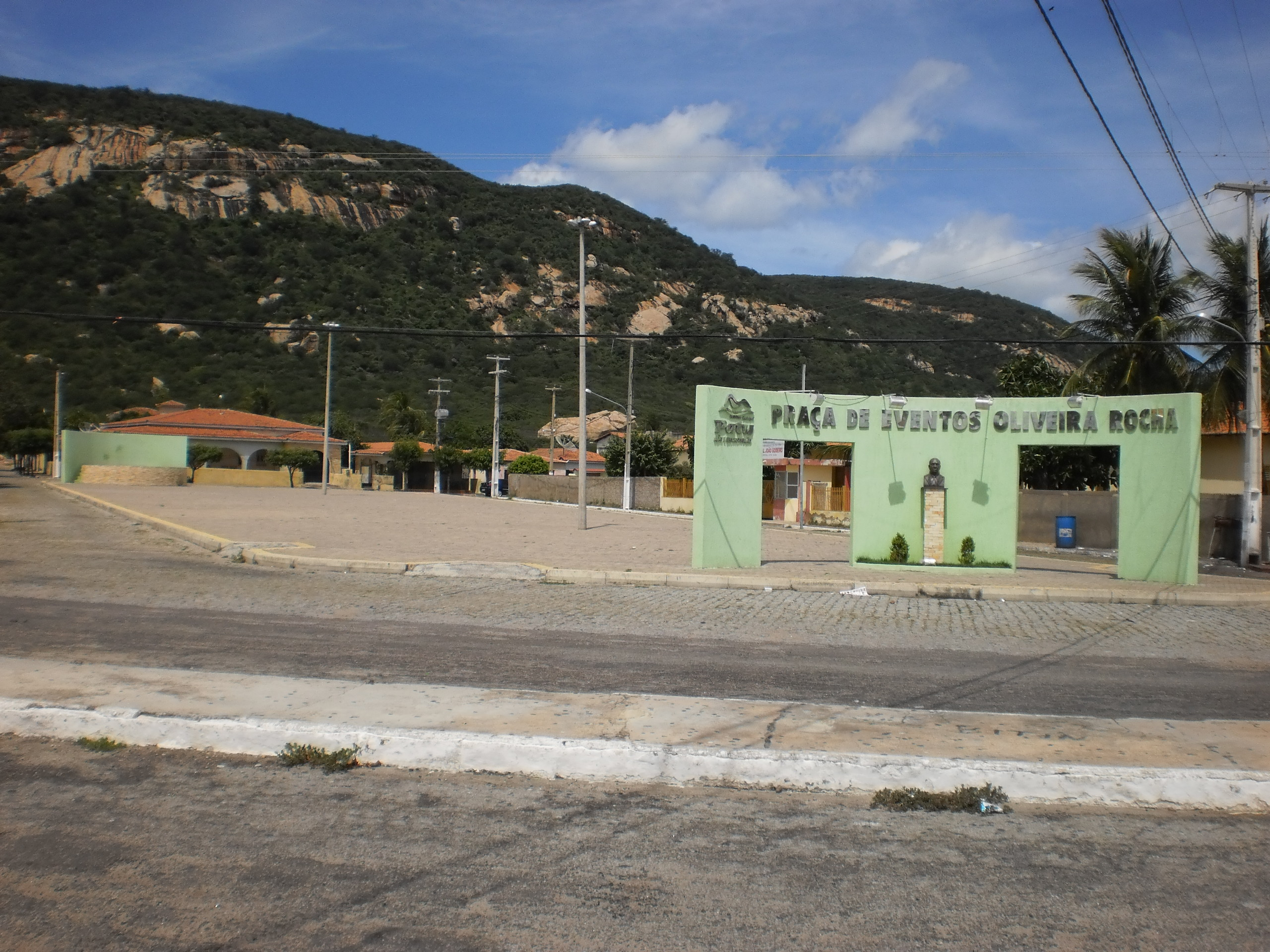
Praça de Eventos Oliveira Rocha, onde são realizados os principais eventos de Patu.

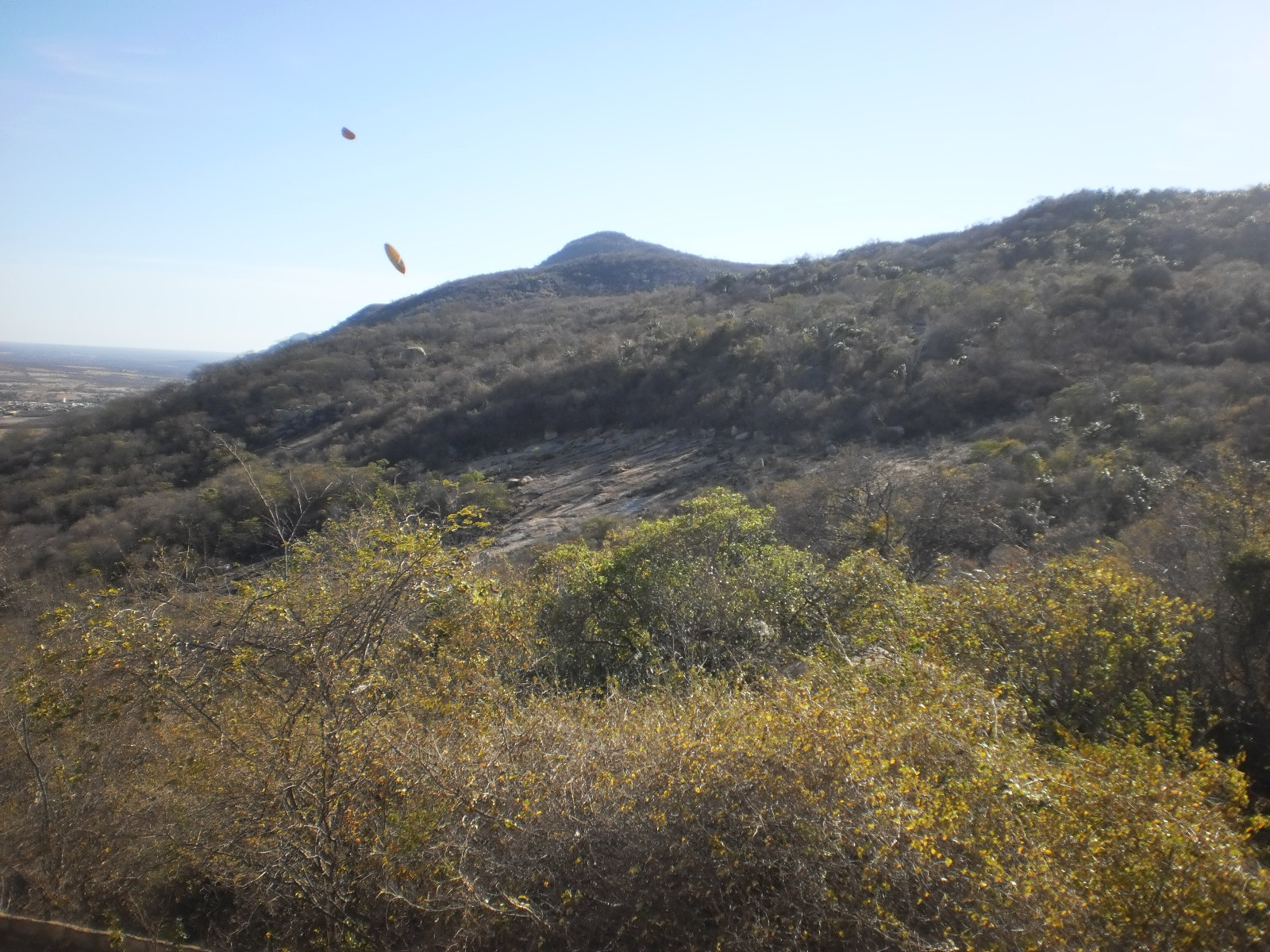
Patu é um melhores locais do mundo para a prática de voo livre, na categoria parapente. Na foto, asas deltas sobrevoando a Serra do Lima.

O artesanato é uma das formas mais espontâneas da expressão cultural patuense. Em várias partes do município é possível encontrar uma produção artesanal diferenciada, criada de acordo com a cultura e o modo de vida local e feita com matérias-primas, notadamente o bordado e a madeira, além de materiais recicláveis. Alguns grupos, como a Associação dos Artesãos de Patu, reúnem diversos artesãos municipais e/ou regionais, disponibilizando espaço para confecção, exposição e venda dos produtos artesanais. Normalmente essas peças são vendidas em lojas de artesanato, exposições e feiras, como a Feira da Agricultura Familiar, que ocorre desde 2011 e é patrocinado pela prefeitura de Patu em parceria com a Secretaria Municipal de Agricultura e outras instituições, contando com barracas de artesanato, roupas, frutas, entre outros, além de apresentações culturais de bandas de forró.
Outros importantes eventos de Patu, além da Feira da Agricultura Familiar, são a Festa de Malhação de Judas, que costuma ocorrer na Semana Santa, mais especificamente no sábado de aleluia; as festas juninas, que acontecem durante todo o mês de junho; a Feira de Cultura, que ocorre no mês de setembro na praça de eventos, contando com a apresentação de diversas atrações; a festa da padroeira Nossa Senhora das Dores, que também ocorre em setembro, de maneira paralela da feira cultural; e a festa de emancipação política, realizada em 25 de setembro. Também se destacam as romarias religiosas ao Santuário do Lima, que ocorrem durante o ano todo.
Na tradição esportiva, Patu é conhecida no mundo por ser um dos melhores locais destinados à prática de voo livre de asa delta do planeta, em particular a categoria parapente (paraglider), principalmente entre no último trimestre do ano, quando os ventos que atingem o município vêm com mais força. Dentre os vários recordes mundiais, o maior já registrado em Patu foi quebrado por Marcelo 'Cecéu' Prieto, que voou 371 quilômetros de Patu até a divisa entre os estados do Ceará e Piauí, quebrando o recorde anterior de André Fleury, de 355 quilômetros. Também se destacam os recordes de Márcio Pinto e Cristiano Ricci Vermelho, de 339 quilômetros em distância livre, e de Kamira Pereira, de 205 quilômetros, tornando-se recordista feminina também na categoria de distância livre. No futebol, um importante clube do município é o Patu Futebol Clube, fundado no ano de 2008. Também são realizados pela prefeitura diversos eventos com foco no setor esportivo em diversas modalidades, além do parapente e do futebol, como o atletismo e o futsal, e incentivos à prática de esportes.

### Feriados
Segundo a Associação do Ministério Público do Estado do Rio Grande do Norte (AMPERN), em Patu há, além dos feriados nacionais, estaduais e pontos facultativos, três feriados municipais, sendo eles os dias 15 de setembro, dia de Nossa Senhora das Dores, padroeira de Patu; 25 de setembro, dia em que o município festeja sua emancipação política; e o dia 21 de novembro, dia de Nossa Senhora dos Impossíveis, a padroeira do Santuário do Lima.